# Mark Spitz
Mark Andrew Spitz (ur. 10 lutego 1950 w Modesto) – amerykański pływak.
Przeszedł do historii jako pierwszy zdobywca siedmiu złotych medali w czasie jednych igrzysk olimpijskich (wyczyn ten poprawił dopiero Amerykanin Michael Phelps w 2008 roku w Pekinie). Podczas igrzysk w Monachium siedmiokrotnie stawał na najwyższym podium, bijąc w każdej konkurencji rekord świata. Oprócz tego w 1968 w Meksyku zdobył 4 medale − 2 złote, srebrny i brązowy.
Dwukrotnie startował na olimpiadzie machabejskiej, zdobywając 11 złotych medali. W 1985 roku zapalił znicz olimpiady machabejskiej.
W trakcie całej kariery 33 razy ustanawiał rekordy świata.